# La Celestina
La Celestina (1502) este numele cu care a devenit populară tragicomedia lui Calisto și Melibea, atribuită lui Fernando de Rojas. Compoziția sa datează din ultimii ani ai secolului al XV-lea, în timpul domniei monarhilor catolici din Spania și succesul său extraordinar de publicare a început în secolul al XVI-lea și a continuat, cu urcușuri și coborâșuri, până la interzicerea sa în 1792. 

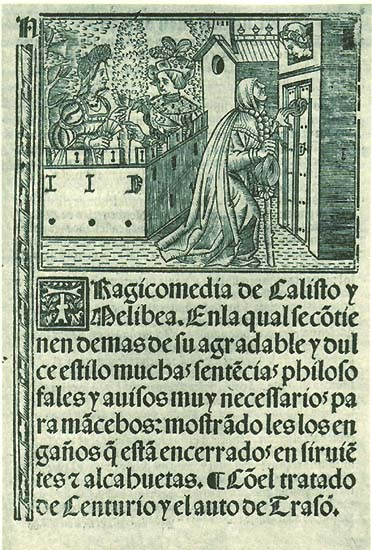
Tragicomedia lui Calisto și Melibea. Ramón de Petras, Toledo, 1526.